# Johan Nicolaus Nittau
Johan Nicolaus Nittau, född 1677, död 24 maj 1711, var en svensk hovtrumpetare i Stockholm.

## Biografi
Johan Nicolaus Nittau föddes 1677. Han flyttade till Sverige på 1670-talet med hjälp av Carl Gustaf Wrangel. Nittau spelare trumpet och arbetade som hovtrumpetare. Han avled 1711.

### Familj
Nittau gifte sig första gången med Maria Waldow, dotter till en trumpetare. De fick tillsammans barnen hovpukslagaren Johan Christian Nittau (född 1682) och domkyrkoorganisten Gottlieb Nittauff (1685–1722) i Göteborg.